# Oblast de Tchernivtsi
Tchernivtsi ou Chernivtsi (ucraniano: Чернівці) é uma região (óblast) da Ucrânia, sua capital é a cidade de Tchernivtsi.
Esta região designava-se Bucóvina do Norte e fez parte da Áustria (Czernowitz) até 1918 e da Roménia (Cernăuţi) entre 1918 e 1940 e entre 1941 e 1944. Foi anexada à Ucrânia em 7 de agosto de 1940.
Tem fronteiras internacionais com a Romênia e com a Moldávia, além de nacionais com os oblasts de Ivano-Frankivsk, Ternopil, Khmelnytsky e Vinnytsia.